# 3819 Robinson
3819 Robinson је астероид главног астероидног појаса са средњом удаљеношћу од Сунца која износи 2,771 астрономских јединица (АЈ).
Апсолутна магнитуда астероида је 12,3.